# T1600
 (juillet 2023).

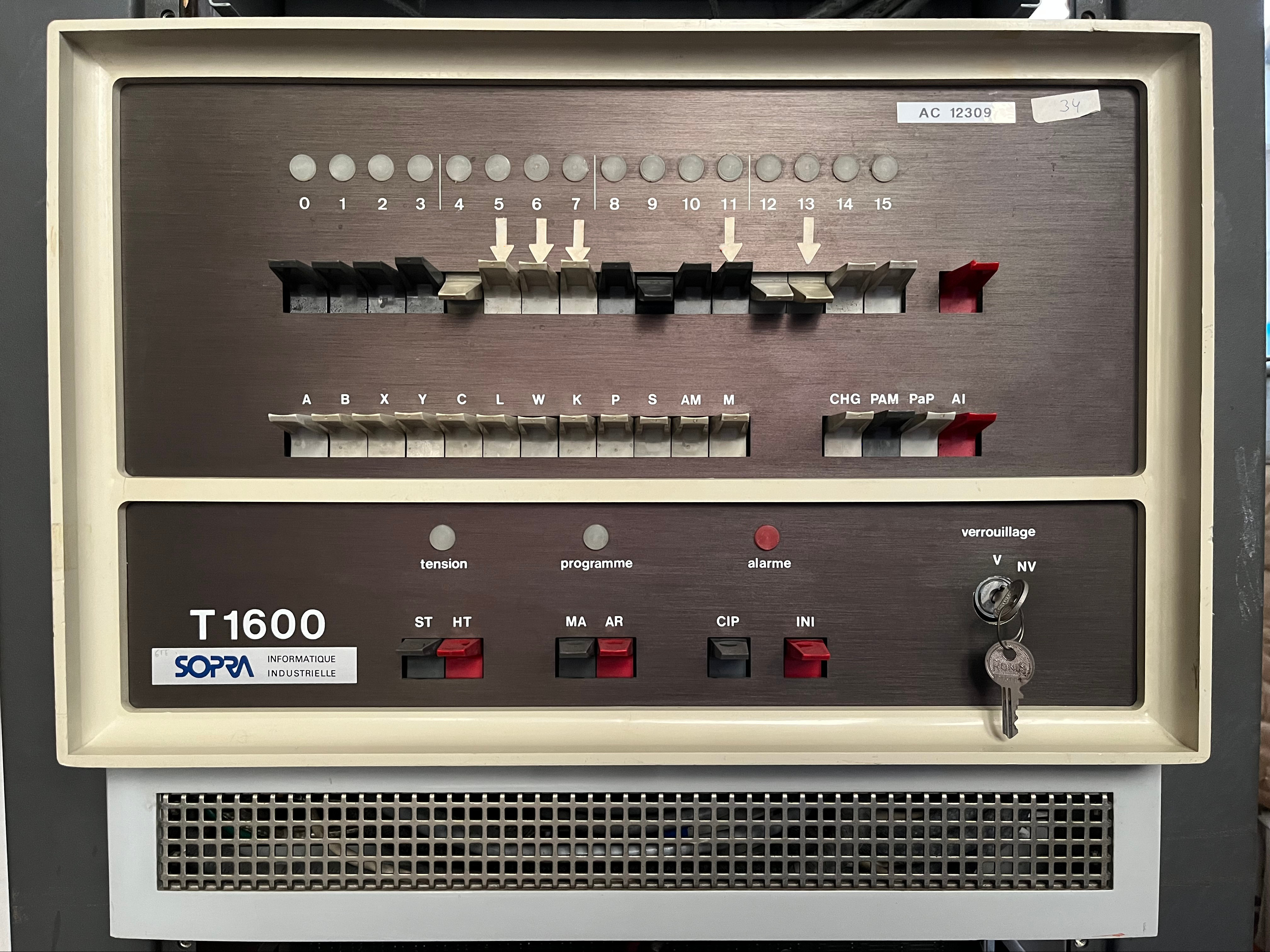
Mini-ordinateur Télémécanique T1600, en version de simple module d'entrée de gamme, avec le pupitre de fonctions (collection du musée de l'ACONIT)

Le T1600 était un mini-ordinateur industriel construit par la société Télémécanique, introduit en 1972.
Il succédait au T2000, machine robuste et réactive — mais éloignée des standards (mot de 19 bits) —, et difficilement améliorable du fait d'une conception trop centralisée, et d'un code d'instructions saturé.

## Le 1er ordinateurmicroprogramméde Télémécanique
Le T1600, machine à mots de 16 bits destinée initialement à l'informatique industrielle et à l'automatisation d'expériences scientifiques, était, à la différence du T2000, microprogrammé, s'inspirant en cela du Mitra 15 sorti l'année précédente par la CII. "L'essor des circuits électroniques intégrés vaut actuellement une publicité nouvelle à cette technique, qu'on a parfois qualifiée de " firmware " (hybride de hardware et de software)", et qui permet de "de disposer de plusieurs ordinateurs en un seul " car pour le "rendre apte à d'autres calculs, il suffit de modifier le contenu de la mémoire de commande" commente Le Monde le 21 mars 1973.

## Mémoire à tores de ferrite
Il était doté d'une mémoire à tores de ferrite de 32 Ko (extensible à 64 Ko), de un à plusieurs disques durs de tailles variant de 256 Ko à 500 Ko, et occupait un volume de 3 m3. Selon les configurations et options proposées, l'ordinateur qui dispose d'un pupitre en façade est décliné soit en version de simple module, soit en version d'armoire industrielle haute à châssis interne. Une de ces machines fut utilisée pour le développement du langage Prolog. Également, le langage français de programmation LSE inventé à Supélec par l'équipe de Jacques Hebenstreit fut porté sur le T1600 en octobre 1972. Il en fut de même pour les langages de programmation Basic, Lisp, Fortran, APL et PL1600 (variante du PL/I pour T1600), implémentés eux aussi sur cet ordinateur.

## Plan d'informatisation des lycées
En 1971, l'Éducation nationale décide d'un premier plan d'informatisation des lycées (opération dite « Expérience des 58 lycées »), portant dans une première phase sur 10 sites, pour atteindre ensuite le total des 58 établissements prévus de l'enseignement secondaire. Pour cette opération novatrice, le Télémécanique T1600 est l'une des deux machines choisies avec le Mitra 15 de la CII, pour une répartition à peu près équivalente dans les lycées : 31 mini-ordinateurs T1600 en version d'armoire industrielle, et 27 Mitra 15 en version d'armoire-châssis externe à tiroirs modulables. Chacune des dotations comprend initialement un ensemble informatique, avec : le mini-ordinateur retenu, un moniteur en temps partagé, neuf terminaux (huit terminaux claviers écrans Sintra TTE et un téléimprimeur Teletype ASR-33 (en)), un disque dur fixe interne, un lecteur de disquettes 8 pouces, ainsi que le langage LSE implémenté. De 1972 jusqu'au début des années 1980, l'enseignement de la programmation en LSE est alors dispensé sous forme d'activité extra-scolaire par des enseignants formés préalablement, et déchargés partiellement pour cela des horaires de leurs cours habituels.
Lors des années 1975-1980, dans l'enseignement supérieur, le T1600 équipa également des centres de recherches, instituts et centres universitaires de calcul. Il contribua à l'enseignement de divers langages de programmation ainsi qu'à des projets et réalisations diverses dans les domaines de la voix, de la musique, du graphisme et de la médecine.
Le T1600, vendu à quelques milliers d'exemplaires, fut aussi à la base de la chaîne de commande numérique Num 600.
Les concurrents du Télémécanique T1600, en dehors du CII Mitra 15 français, étaient les mini-ordinateurs PDP-8 et PDP-11 de la société américaine Digital Equipment Corporation.
Le successeur du T1600 fut le Solar 16, décliné en plusieurs modèles.

## Galerie

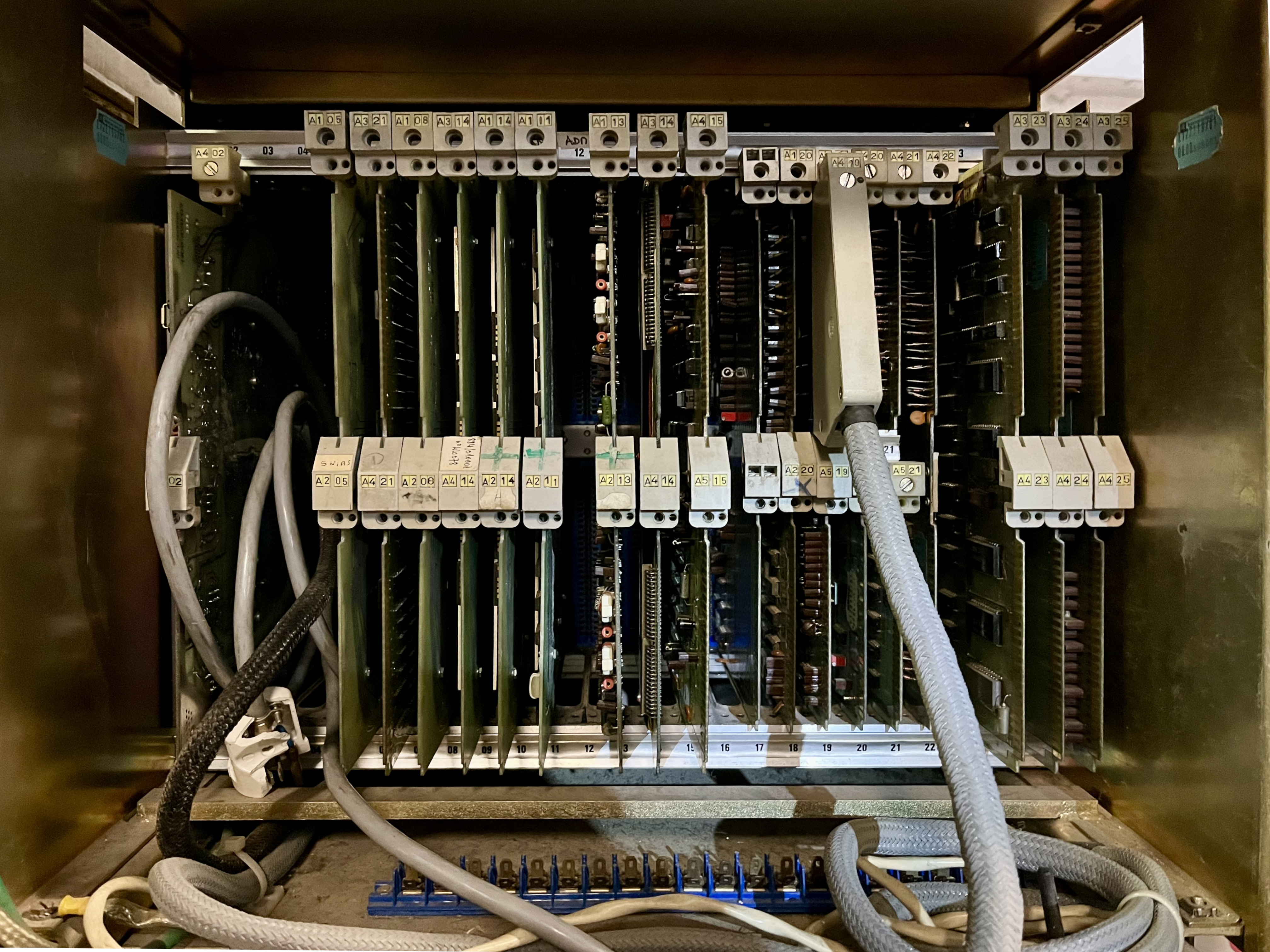
Vue intérieure du T1600
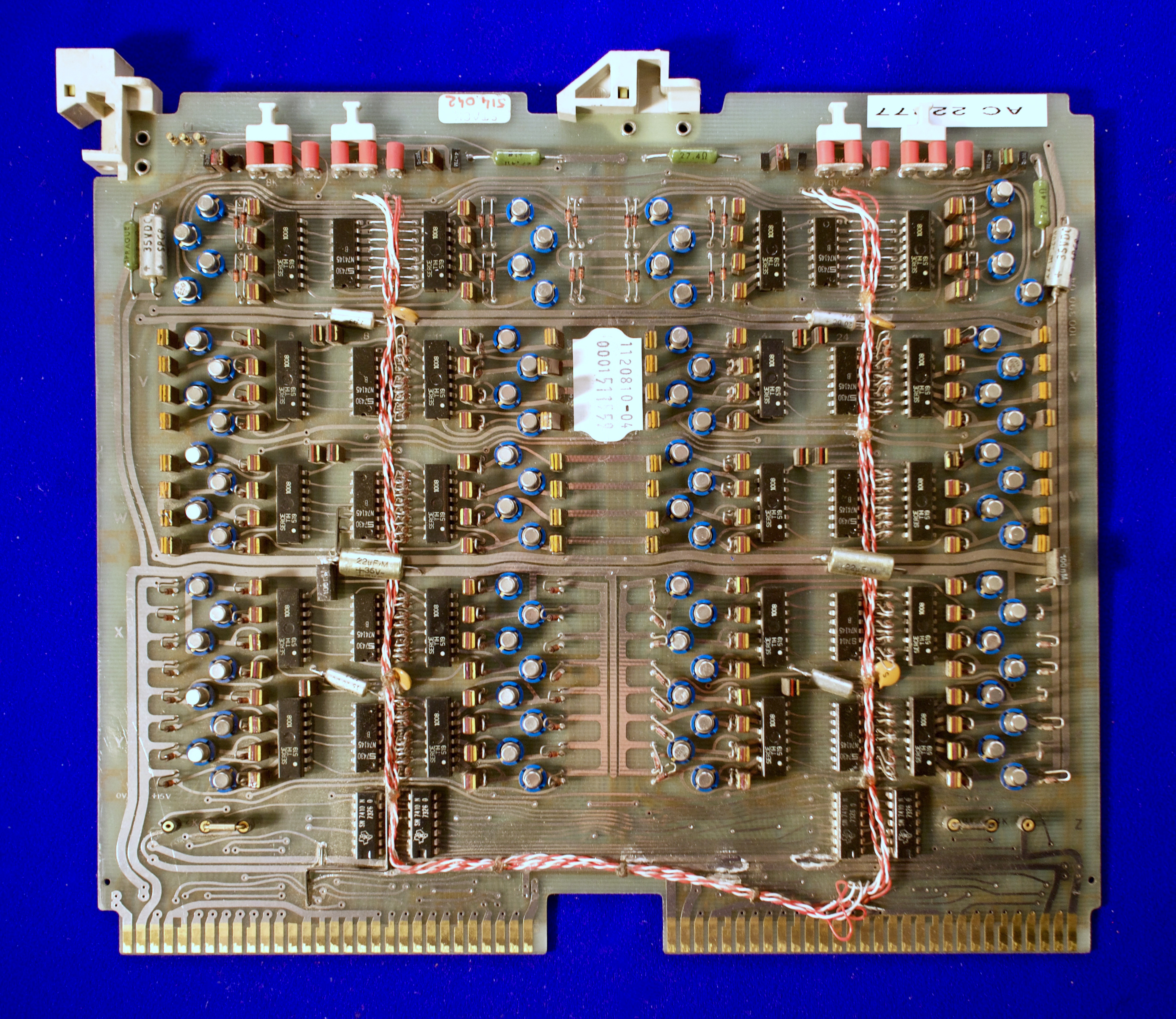
Détail d'une des cartes électroniques du CPU
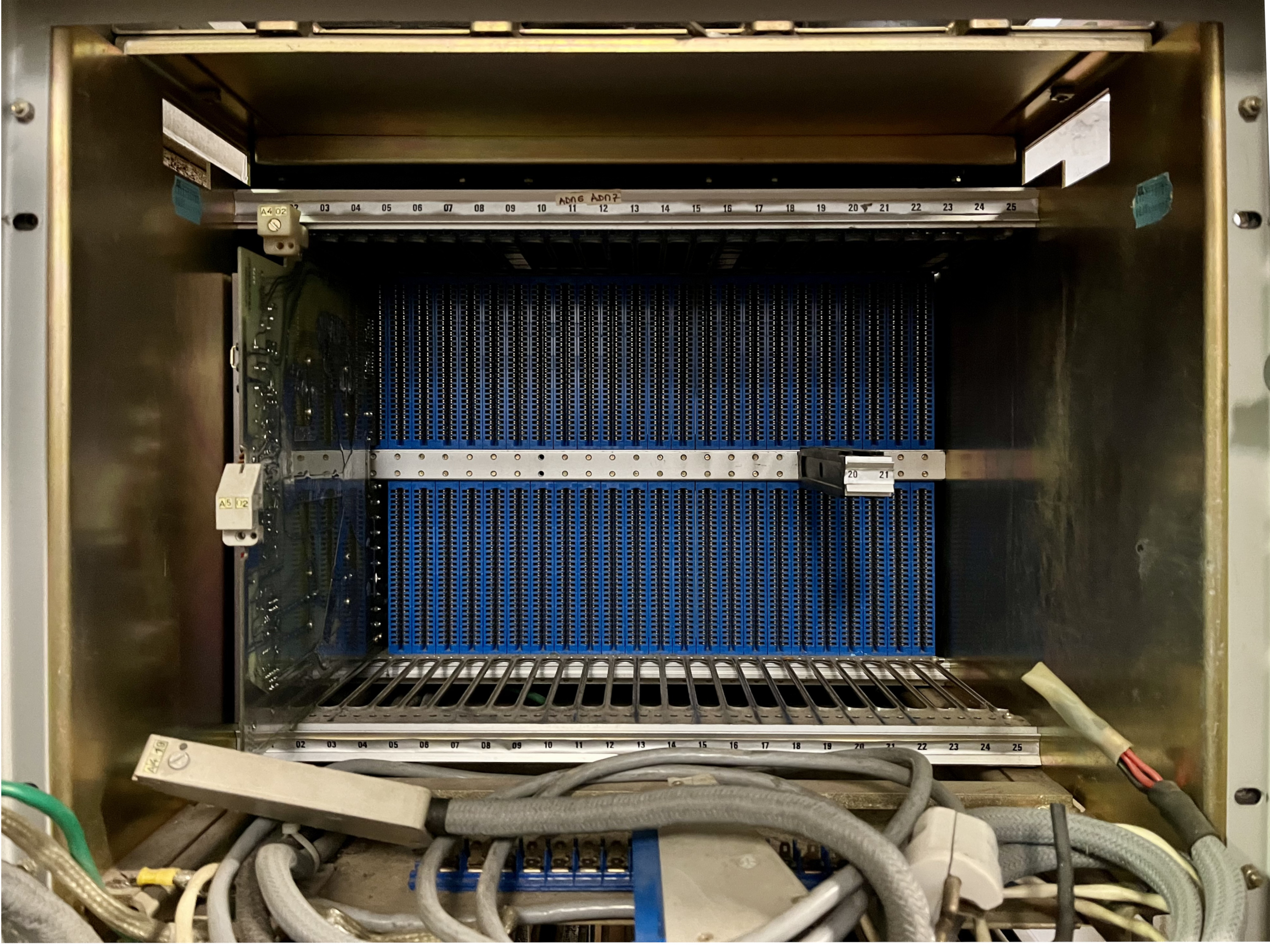
Vue intérieure du fond de panier
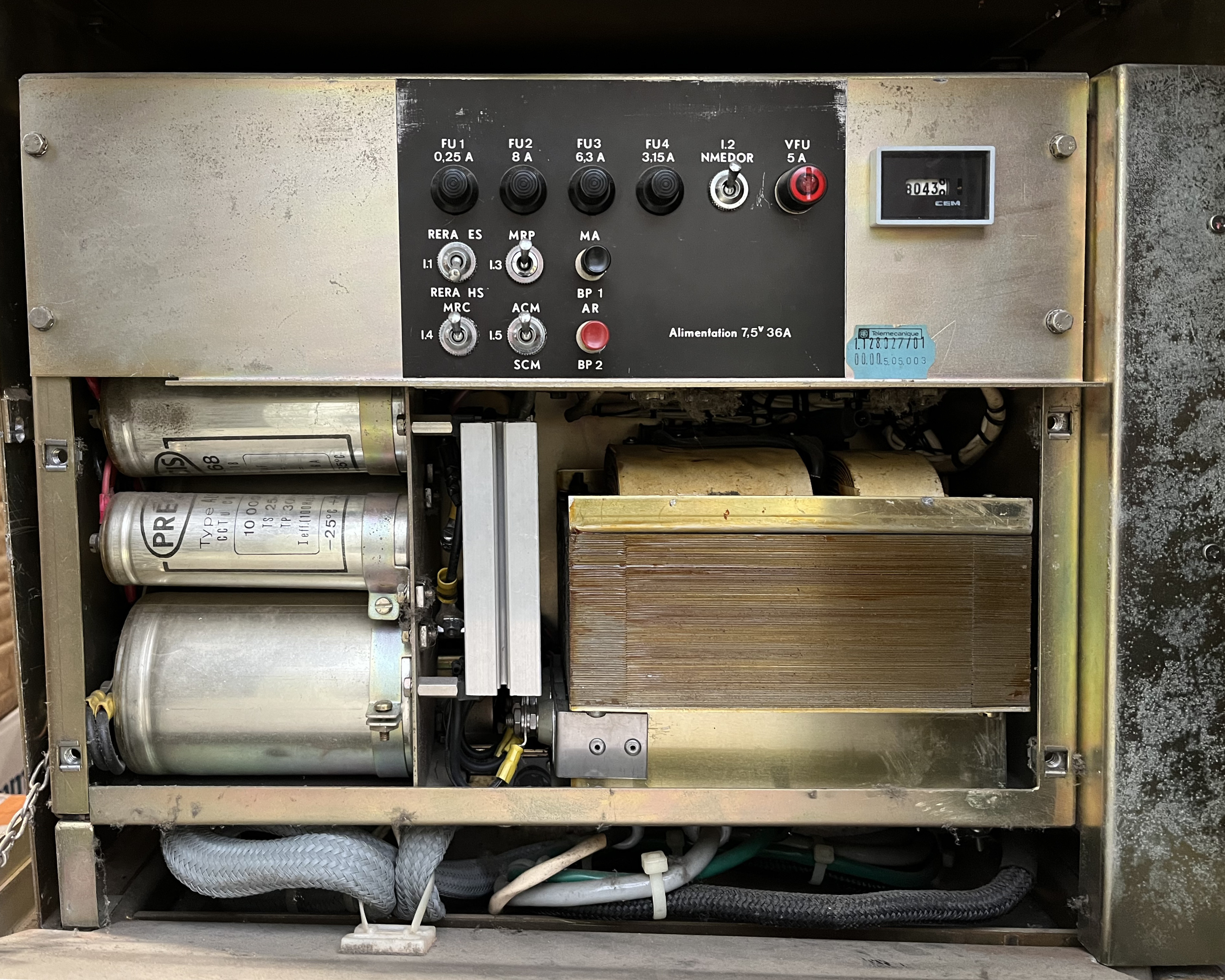
Vue du panneau arrière